# Shadu
SHADU (справжнє ім'я Шадурська Ксенія Ігорівна, нар. 17.04.1991 у місті Кам'янка, Україна) - українська ді-джейка, співачка.

## Життєпис
Народилася 17.05.1991 в м. Кам'янка (Черкаська область) у сім'ї військового та вчительки. 
Дитинство та юність співачка провела у смт. Партеніт (Автономна Республіка Крим). 
З 6 років починає навчатись у музичній школі в класі скрипки, закінчила її з відзнакою "відмінно".
В 11-ти річному віці стала переможницею Чорноморських ігор.
А вже у 16 років взяла участь та здобула перемогу у телепроєкті  Крок до зірок. Неодноразова лауреатка міжнародних конкурсів у Москві, Берліні, Празі та Кракові.
У 17 років вступила до КНУКіМ на спеціальність режисура телебачення, бюджетна форма навчання. Паралельно із навчанням підпрацьовує офіціанткою а згодом бек-вокалісткою у караоке.
У 20-ти річному віці створила власну інді-рок групу "Lollipop".  
А вже у 22 роки працює режисером Україна має талант,  на телеканалі СТБ та шоу Х-фактор.
2012 рік для Ксенії відкрив роботу режисера телепроєкту Голос країни, а згодом і проекту Танці з зірками.
Учасниця телепроєктів Народна зірка у дуеті з Олегом Собчуком та Голос країни (перший сезон).
У 2021 році розпочала сольний проєкт "SHADU".
У липні 2022 року спільно з саунд-продюсером Meyer презентувала сингл "Коли я (Remix)", а вже через два місяці широкому загалу було представлено ЕР "Gravity".
Протягом 2023 року SHADU випустила другий ЕР під назвою "Babylon", а також новий сингл "Rollercoaster".
2024 рік став плідним для карʼєри ді-джейки, адже протягом цього року було випущено чотири релізи в стилі Afro house, котрий належить до електронної танцювальної музики.
Серед них: "Need You", "Under the Sky", "Stillness" та "Need Your Love". Паралельно з виробництвом власних треків артистка випускає DJ-мікси під назвою "The Flow" на своєму
YouTube каналі.

## Релізи
| Назва          | Рік        |
| -------------- | ---------- |
| Коли я (Remix) | 29.07.2022 |
| Gravity        | 30.09.2022 |
| Babylon        | 24.07.2023 |
| Rollercoaster  | 06.10.2023 |
| Need You       | 19.04.2024 |
| Under the Sky  | 14.06.2024 |
| Stillness      | 19.07.2024 |
| Need Your Love | 23.08.2024 |